# Павиний трон
Павиний трон (перс. تخت طاووس Taḫt-e Tāvūs) — трон Великих Моголів, створений для імператора Шаха Джахана в XVII столітті. 

## Опис
За описами кількох європейців, зокрема Жана-Батиста Таверньє, це був найрозкішніший трон у світі. Він стояв у залі для аудієнцій в імператорському палаці в Делі, і піддані наближалися до нього срібними східцями. За словами Таверньє сам трон був виготовлений із золота, а позаду нього здіймалися два павичевих хвости. Проте з матеріалів могольського живопису можна виснувати, що хвости були не позаду, а прикрашали балдахін. Увесь трон був прикрашений самоцвітами: сапфірами, смарагдами, рубінами, перлинами, а також відомим алмазом Кохінуром. Частини трону були вкриті емаллю.

## Історія
Після розграбування Делі Надер Шахом в 1738–1739 роках трон з іншими скарбами було вивезено до Ірану, тут уже він став символом перської монархії. Під час безладу, що послідував за вбивством Надер Шаха в 1747 році, трон було втрачено, імовірно розібрано на частини. Надалі перські шахи не раз намагалися відтворити Павиний трон. З сучачних «павиних тронів» найрозкішніший було виготовлено у 1812 році на замовлення Фетх Алі Шаха.
Слід зазначити, що тронні місця були головними державними регаліями в імперії Великих Моголів,а також в державах Середньої Азії, в Османській імперії та Ірані, бо мусульманські володарі, як правило, не користались коронами та скіпетрами. 

## Різновиди
Трони виготовлялись за могольським зразком. До нашого часу збереглись трони турецьких майстрів — в Стамбульській Топкапі, та більш наближеної до могольського оригіналу іранської — в Гюлістанському палаці Тегерана та в московській Збройовій Палаті.